# Abbaye Saint-André du Cateau
L'abbaye Saint-André ou Sanctus Andreas de Castilloest une abbaye bénédictine du Xe siècle établie près des villages de Péronne et Vendelgies désormais disparus où fut construit par la suite Le Cateau-Cambrésis (Nord).

## Fondation
La fondation de l'abbaye au Xe siècle s'établit près des villages de Péronne et Vendelgies désormais disparus occupés par Le Cateau-Cambrésis.
Le fondateur de l'abbaye est un évêque de Cambrai mais l'incertitude demeure quant à son identité.
Jean le Carpentier en 1664 dans son ouvrage Histoire de Cambray et du Cambrésis évoque en ces termes la fondation de l'abbaye:
L'abbaye Saint-André, abbaye de l'Ordre de Saint-Benoît  est situé à Le Cateau-Cambrésis. L'opinion commune est que Gérard Ier, évêque de Cambrai donna le commencement à ce monastère l'an 1020 et que l'église fut consacrée l'année suivante en présence de plusieurs évêques, comtes et seigneurs voisins. Le même évêque confirma toutes les aumônes qui lui avoient été faites par une lettre de l'an 1026. L'empereur Conrad les lui confirma aussi en 1033. Nicolas, évêque de Cambrai, confirma encore en l'an 1156 généralement toutes les aumônes et donations faites à ladite abbaye par divers évêques & seigneurs en divers.
Balderic dans sa Chronique d'Arras et de Cambrai désigne la première fondation en ces termes:
Idem episcopus Gerardus in castel S. Maria. S André monasterii inibi à fundamento construxit, tertiamque partem Fisci Peronenfis cuicircum jacet contulit congregatime monachorum item Alodium Theodorici montiss Watinias. Ce témoignage se trouve conforme à toutes les chartes du pays, ainsi il est nécessaire de dire que cette abbaye fut fondée au Cateau-Cambrésis bâti par l'évêque 996 - † 1012 : Erluin ou Herluin.
Honoré Jean P. Fisquet exprime une autre opinion, il évoque la fondation en 1025  par Gérard de Florinnes qui n'est autre que Gérard Ier

## Historique
En 1046-1048, l'Empereur Henri III confirme à l'Abbaye Saint-André du Cateau la possession des biens de l'évêque Gérard. Parmi ceux-ci : Vendelgyes (Ancien nom du Cateau-Cambrésis), Fontaine (il s'agit ici comme dans la charte de 1057 de Fontaine-Mourmont, c’est-à-dire du Mourmont actuel). Il y avait évidemment sur la colline du Mourmont un village avec une église ayant son importance puisqu'on le trouve signalé pendant les XIe et XIIe siècles dans plusieurs chartes différentes. Il n'en reste plus que Fontaine-au-Tertre.
Dès la fin du XVIe siècle, Guillaume de Bergues, archevêque de Cambrai, entame des pourparlers avec Antoine de Gomicourt, abbé de l'Abbaye Saint-André du Cateau, en vue de créer une paroisse à part entière à Mazinghien.
Le village de Ligny-en-Cambrésis est mentionné à la fin du IXe siècle par le cartulaire de l'église de Cambrai. C'est de cette époque que datent les premiers remparts du château. En 1046, l'église de Ligny, ecclesia de Lineio, fut concédée par l'évêque de Cambrai Gérard Ier à l'Abbaye Saint-André du Cateau.

## Monuments Historiques
- En 1775 l'abbaye possédait déjà une brasserie. La brasserie-malterie Lefebvre-Scalabrino, en partie détruite durant la Première Guerre mondiale, fut reconstruite en 1918. Elle occupe l'emplacement de l'ancienne abbaye Saint-André. L'usine, au moment de sa fermeture en 1926, employait une vingtaine d'ouvriers et produisait 10 000 hectolitres de bière de fermentation haute. Elle conserve du matériel (cuves, trémie, four et pompe) et est classée à l'inventaire des monuments historiques depuis le 27 mars 2000[9].

- L’église Saint-Martin du Cateau-Cambrésis, seul bâtiment restant de l’ancienne abbaye bénédictine Saint-André, est construite d’après les plans du frère Jean Du Blocq de la Compagnie de Jésus au cours de deux campagnes : la première, concernant la façade et la nef, date des années 1634-1635, tandis que le chœur et le transept sont réalisés au tournant des XVIIe et XVIIIe siècles.

Cette église fait l’objet d’un classement au titre des monuments historiques depuis le 8 avril 1909.

## Abbés
Cinquante-deux abbés se succèdent à l'abbaye.
- Le premier abbé fut Gilbert de 1027 à 1045; frère de
- Le dernier abbé fut Ferdinand Maur Delhaye forcé de quitter l'abbaye en 1792[11].

## Domaine
- Briastre Biastre ou Biastrum était en 1046 un des possessions de l'abbaye[12].
- Fontaine-Notre-Dame échevinage de l'Abbaye de Saint-André (1532-1575)[13]

## Hydrologie
L'abbaye fut fondée à proximité près de la Selle.

## Personnalités  liées

### Maxellende
Si les origines de Caudry ne sont pas précisément connues, elles semblent remonter au moins à l'ère mérovingienne, puisque c'est à cette époque que les nombreux récits qui en ont été faits situent le martyre de Maxellende. Le principal est une biographie du Xe siècle provenant sans doute du monastère Saint-Martin de Cambrai.
Selon ce récit Maxellende, issue d'une famille de l'aristocratie foncière, était née à Villa Calderiacensis, aujourd'hui Caudry. Elle avait été promise par son père Humlinus à Harduin d'Amerval, fils du seigneur de Solesmes. Ayant décidé de consacrer sa vie à Dieu, Maxellende repoussa ce mariage. Lorsque Harduin tenta de l'enlever, elle s'échappa, lui résista, et il la tua d'un coup de poignard. Il perdit la vue aussitôt. La tradition place cet évènement le 13 novembre 670, sous l'épiscopat de Vindicien, évêque d'Arras et de Cambrai. La dépouille de Maxellende fut inhumée dans le village de Saint-Souplet. En 673, comme on rapportait en cortège les ossements de Maxellende à Caudry, Harduin d'Amerval se repentit sur son passage et recouvra la vue. À la suite de ce qui fut considéré comme un miracle, Vindicien proclama la sainteté de Maxellende, et un pèlerinage fut établi à Caudry. Au VIIIe siècle les reliques de la sainte furent transportées à l'abbaye Saint Martin de Cambrai. C'est au Xe siècle que l'évêque Rothard fit installer la châsse dans la cathédrale de Cambrai et que Maxellende devint, avec Saint Géry, la patronne secondaire du diocèse. Enfin, au XIe siècle, les reliques furent données par l'évêque Gérard à l'abbaye Saint-André du Cateau qu'il avait fondée. Elles ne revinrent à Caudry que pendant la révolution, en 1791